# EA-3148
L'EA-3148, ou substance 100A, est un agent innervant de la série V apparenté au VX et au VR. Il a été étudié à la fois aux États-Unis et en Union soviétique dans le cadre de leur programme de développement d'armes chimiques au cours de la guerre froide. Ces recherches furent cependant abandonnées de part et d'autre car ce composé s'est révélé inapte à la militarisation en raison de propriétés physicochimiques défavorables.
C'est le seul agent innervant organophosphoré pour lequel il existe des sources du domaine public faisant état d'une toxicité supérieure à celle du VX, en l'occurrence 1,5 fois celle du VX. Sa structure chimique relève du tableau 1 de la Convention sur l'interdiction des armes chimiques, de sorte que sa manipulation est illégale dans le monde entier hormis pour des cas spécifiques d'usage à des fins de recherche scientifique ou médicale.